# Задорожна (зупинний пункт)
Задорожна — пасажирський зупинний пункт Львівської дирекції Львівської залізниці. Розташований між селами Гонятичі, Вербіж і Демня. Платформа розміщується між зупинним пунктом Черкаси-Львівські та станцією Миколаїв-Дністровський.
Лінія, на якій розміщена платформа, відкрита у 1873 році як складова залізниці Львів — Стрий. Зупинний пункт було відкрито 1958 року під такою ж назвою. Електрифіковано 1962 року.
Поруч із зупинкою знаходиться озеро Задорожнє.